# Melitta Thomas
Melitta Thomas ist eine ehemalige deutsche Fußballspielerin.

## Karriere
Thomas gehörte von 1985 bis 1988 dem TSV Siegen als Mittelfeldspielerin an und kam in der Regionalliga West, der ersten verbandsübergreifenden Liga im deutschen Frauenfußball – bestehend aus den Verbänden Westfalen, Niederrhein und Mittelrhein – zum Einsatz. Zweimal als Erst- und einmal als Drittplatzierter war sie mit ihrem Verein dreimal für die Endrunde um die Deutsche Meisterschaft qualifiziert. Doch nur am 28. Juni 1987 erreichte sie mit ihrer Mannschaft das Finale, das im Siegener Leimbachstadion vor 6400 Zuschauern mit 2:1 gegen den FSV Frankfurt gewonnen wurde. 1986 und 1988 scheiterte ihre Mannschaft jeweils im Halbfinale am FSV Frankfurt mit 1:3 im Elfmeterschießen, nachdem das Hin- und Rückspiel jeweils unentschieden geendet hatte, und an der SSG 09 Bergisch Gladbach nach Hin- und Rückspiel mit 0:4 im Gesamtergebnis. Den Wettbewerb um den Vereinspokal hingegen gewann sie mit dem TSV Siegen dreimal in Folge. Ihr Finaldebüt am 3. Mai 1986 im Berliner Olympiastadion – als Vorspiel zum Männerfinale – wurde mit einem 2:0-Sieg über die SSG 09 Bergisch Gladbach gekrönt. An gleicher Stätte wurde am 20. Juni 1987 der STV Lövenich mit 5:2 und am 28. Mai 1988 der FC Bayern München mit 4:0 besiegt.

## Erfolge
- Deutscher Meister 1987
- DFB-Pokal-Sieger 1986, 1987, 1988